# UFC 243
UFC 243: Whittaker vs. Adesanya — турнир по смешанным единоборствам, проведённый организацией Ultimate Fighting Championship 6 октября 2019 года на спортивной арене "Marvel Stadium" в Мельбурне, Австралия.
В главном бою вечера Исраэль Адесанья победил Роберта Уиттакера техническим нокаутом во втором раунде.

## Подготовка турнира
Это четвертый по счёту турнир, организованный UFC на территории Австралии, и второй проводимый непосредственно в Мельбурне после UFC 193 в ноябре 2015 года.
Главным событием турнира стал бой за титул чемпиона UFC в среднем весе между действующим чемпионом австралийцем Робертом Уиттакером (20-4 в MMA) и временным чемпионом, а также #1 в рейтинге UFC средней весовой категории, новозеландским бойцом нигерийского происхождения Исраэлем Адесанья (17-0 в MMA).

#### Изменения карда турнира
Ожидалось, что на турнире состоится бой в женском легчайшем весе между бывшим чемпионом UFC Холли Холм и бывшим претендентом на чемпионский титул Ракель Пеннингтон. Ранее пара встречалась на UFC 184 в феврале 2015 года, когда Холм победила благодаря раздельному решению в своем дебюте в UFC. Однако 27 сентября выяснилось, что Холм выходит из боя из-за травмы подколенного сухожилия, и бой был отменен.

#### Церемония взвешивания
Во время взвешивания Халид Таха и Ким Чи Ён не сделали необходимый вес для своих поединков. Таха весил 137 фунтов, что на 1 фунт превышало лимит для боя в легчайшем весе. Ким весила 128 фунтов, что на 2 фунта больше лимита для боя в наилегчайшем весе. Таха и Ким были оштрафованы на 20% и 30% своего гонорара за бой соответственно, которые достались их оппонентам Бруно Силве и Наде Кассем. Обе схватки проходили в промежуточной весовой категории.

## Результаты турнира
| № п/п  | Весовая категория    | Участники и результат боя                   | Участники и результат боя | Участники и результат боя | Участники и результат боя | Участники и результат боя | Способ победы                               | Раунд | Время | Прим.                                                        |
|        |                      | Главный кард                                |                           |                           |                           |                           |                                             |       |       |                                                              |
| Бой 11 | Средний вес          | Исраэль Адесанья                            | #1, ВЧ                    | поб.                      | Роберт Уиттакер           | Ч                         | Нокаут (удары руками)                       | 2     | 3:33  | Бой за титул чемпиона UFC в среднем весе Выступление вечера. |
| Бой 10 | Лёгкий вес           | Дэн Хукер                                   | #15                       | поб.                      | Эл Яквинта                | #6                        | Единогласное решение (30-27, 30-27, 30-26)  | 3     | 5:00  |                                                              |
| Бой 9  | Тяжёлый вес          | Сергей Спивак                               |                           | поб.                      | Тай Туиваса               | #14                       | Сдача, удушающий приём (треугольник руками) | 2     | 3:14  |                                                              |
| Бой 8  | Полусредний вес      | Диегу Лима                                  |                           | поб.                      | Люк Жюмо                  |                           | Раздельное решение (28-29, 29-28, 29-28)    | 3     | 5:00  |                                                              |
| Бой 7  | Тяжёлый вес          | Йорган де Кастро                            | д                         | поб.                      | Джастин Тафа              | д                         | Нокаут (удар рукой)                         | 1     | 2:10  | Выступление вечера                                           |
|        |                      | Предварительные бои (ESPN)                  |                           |                           |                           |                           |                                             |       |       |                                                              |
| Бой 6  | Полусредний вес      | Джейк Мэтьюс                                |                           | поб.                      | Ростем Акман              |                           | Единогласное решение (30-27, 30-27, 30-27)  | 3     | 5:00  |                                                              |
| Бой 5  | Полусредний вес      | Каллан Поттер                               |                           | поб.                      | Маки Питоло               | д                         | Единогласное решение (29-28, 29-28, 29-28)  | 3     | 5:00  |                                                              |
| Бой 4  | Лёгкий вес           | Брэд Ридделл                                | д                         | поб.                      | Джейми Малларки           | д                         | Единогласное решение (29-27, 30-26, 30-26)  | 3     | 5:00  | Лучший бой вечера                                            |
| Бой 3  | Жен. полулёгкий вес  | Меган Андерсон                              |                           | поб.                      | Зара Ферн                 | д                         | Сдача, удушающий приём (треугольник ногами) | 1     | 3:57  |                                                              |
|        |                      | Ранние предварительные бои (UFC Fight Pass) |                           |                           |                           |                           |                                             |       |       |                                                              |
| Бой 2  | Промежуточный вес *  | Ким Чи Ён                                   |                           | поб.                      | Надя Кассем               |                           | Технический нокаут (удары в корпус)         | 2     | 4:59  |                                                              |
| Бой 1  | Промежуточный вес ** | Халид Таха                                  |                           | поб.                      | Бруну Силва               | д                         | Не состоялся (результат отменён) ***        | 3     | 3:00  |                                                              |

[*] Изначально бой в женском наилегчайшем весе, Ким провалила взвешивание;
[**] Изначально бой в легчайшем весе, Таха провалил взвешивание;
[***] Изначально победа Халида Тахи удушающим приёмом (треугольник руками). Результат отменён из-за положительного теста на запрещённые вещества (фуросемид) у Тахи.

## Награды
Следующие бойцы были удостоены денежного бонуса в $50,000:
- Лучший бой вечера: Брэд Ридделл vs. Джейми Малларки
- Выступление вечера: Исраэль Адесанья и Йорган де Кастро